# Stadio Valentino Mazzola (Taranto)
Lo stadio Valentino Mazzola era un impianto sportivo di Taranto, ubicato in Via Cesare Battisti, dove attualmente sorge il PalaMazzola. Nello stadio furono disputati gli incontri interni calcistici di Taranto, Pro Italia, Audace ed S.S. Pietro Resta.

## Storia
Nei primi decenni dalla sua diffusione in città il calcio tarantino non ebbe mai una dimora fissa, le partite interne delle squadre cittadine si disputavano su campi senza spalti, talvolta in città come il Monte delle Vacche, dove sorge attualmente il nosocomio SS. Annunziata, o sul Campo Allievi Operai del Regio Arsenale, ex Piazza D'Armi.
Lo stadio fu voluto e realizzato grazie al contributo di alcuni tra i più importanti sostenitori della Pro Italia (Carano, D'Erasmo, Racugno, Calderazzo e Guardone) e per dotare la città di un impianto moderno e polifunzionale.
La struttura fu concepita dall’Ing. Geremia D’Erasmo ed era costituita da un campo di calcio in terra battuta di 100 x 50 m, una pista podistica intorno a esso, più esternamente una pista in cemento recintata che permetteva altissime velocità alle motociclette soprattutto grazie alle due curve inclinate, due comode ed eleganti tribune, di cui una coperta per le autorità, un servizio di smaltimento delle acque pluviali, eleganti locali per gli spogliatoi, un pronto soccorso, docce, bouvettes per le tribune e per il prato, servizi igienici per gli uomini e per le donne, gli uffici della Direzione, le biglietterie, i locali per la guardiania, la palestra all’aperto, un campo da tennis, una zona dedicata al tiro al volo ed infine luoghi per il gioco delle bocce. La capienza fu inizialmente di seimila spettatori.
Tutto questo faceva del mototovelodromo un modello di campo polisportivo che lo poneva fra i più moderni ed efficienti del Regno d’Italia, un vanto dell’intera città e soprattutto per la Pro Italia.
L'impianto venne inaugurato il 14 ottobre 1923 col nome di Motovelodromo Corvisea e per l'occasione fu organizzata una sfarzosa cerimonia di apertura che vide la partecipazione delle più alte cariche civili e militari dell’epoca. Madrina della Cerimonia fu la Contessa Laura Carducci Artenisio Maccaroni. La cerimonia fu caratterizzata da manifestazioni ciclistiche (alle ore 14:40 inseguimento ciclistico professionistico a coppie con 2 batterie da 6 giri), podistiche (ore 15:00 gara di marcia), motoristiche (ore 15:15 eliminatorie gara di motociclette) e a terminare ginniche svolte dalla società di ginnastica Angiulli di Bari. Per la giornata inaugurale fu istituito un servizio tramviario continuo e speciale a tariffa unica al costo di L. 0,60 con partenza da Corso Due Mari ed arrivo allo Stadio. I prezzi per assistere alla cerimonia inaugurale furono: Tribuna: L. 8, Soci L. 5,80; Prato: L. 4, Soci L. 2,40; militari bassa forza e ragazzi: L. 2; Per le Signore ingresso al Prato L. 2, alle Tribune L. 4.

## Dati tecnici (all'inaugurazione)
- superficie complessiva: 20.000 m² (170x118)
- campo di calcio: 100x50 m in terra battuta
- pista di atletica: lunghezza max=390 m in terra battuta
- pista ciclo-motociclistica: lunghezza max=420 m in cemento con curve sopraelevate a 1,72 m che permette una velocità di 90 km/h
- tribuna coperta lunga 70 m: capienza 2.000 spettatori
- prato lato tribuna: capienza 1.000 spettatori
- prato lato gradinata: capienza 1.000 spettatori

Cartolina dello Stadio Littorio.

Lo stadio, come detto, in origine era di proprietà della Pro Italia, poi passò all'Audace e infine divenne di proprietà del comune di Taranto. Nel periodo fascista, cioè dal novembre 1928 al 1943, l'impianto fu denominato Stadio del Littorio. Durante la seconda guerra mondiale l'impianto fu usato come deposito militare; finita la guerra, nel 1950, fu rinominato Stadio Valentino Mazzola in onore dell'omonimo calciatore, capitano del grande Torino morto nella strage di Superga.
Dal 16 febbraio 1922 e fino al 1950 fu servito dalla Linea 2 della rete tranviaria cittadina che aveva il capolinea periferico posto in via Cesare Battisti, adiacente all'ingresso dello stadio.
Il 5 dicembre 1965, il Taranto giocò la sua ultima partita nell'ormai vetusto impianto contro il Trapani vincendo per 1-0 di fronte a 9.000 spettatori, dopodiché i rossoblù si trasferirono nel nuovo Salinella (poi rinominato stadio Erasmo Iacovone). dove da allora disputano le proprie gare interne.
Il Mazzola continuò a ospitare incontri di categorie giovanili e molteplici eventi musicali per tutti gli anni '70 e i primi anni '80:
alcuni concerti dei Pooh che, nei primi anni '70, si esibivano quasi ogni anno a Taranto al teatro "Alfieri" e in un'occasione anche al "Mazzola" per un evento organizzato dall'emittente radiofonica Radio City One e di Pino Daniele che qui si esibì nell'agosto del 1979.
Il 29 maggio 1980 si esibirono i Rockets.
La struttura cadde in disuso dalla seconda metà degli anni '80. Nel 1986 l'amministrazione comunale approvò il progetto preliminare per la realizzazione di nuovo impianto, un palazzetto polifunzionale che ancora mancava alla città e che potesse ospitare le società sportive di pallacanestro e pallavolo da sempre costrette a girovagare per palestre scolastiche e impianti privati. I lavori si bloccarono negli anni '90 in stato avanzato con entrambe le tribune già innalzate e ripresero solamente nei primi anni del nuovo millennio fino al completamento del palazzetto.
Oggi del vecchio impianto è rimasto soltanto l'ingresso monumentale, al suo posto sorge il PalaMazzola inaugurato il 18 settembre 2004.

## PalaMazzola

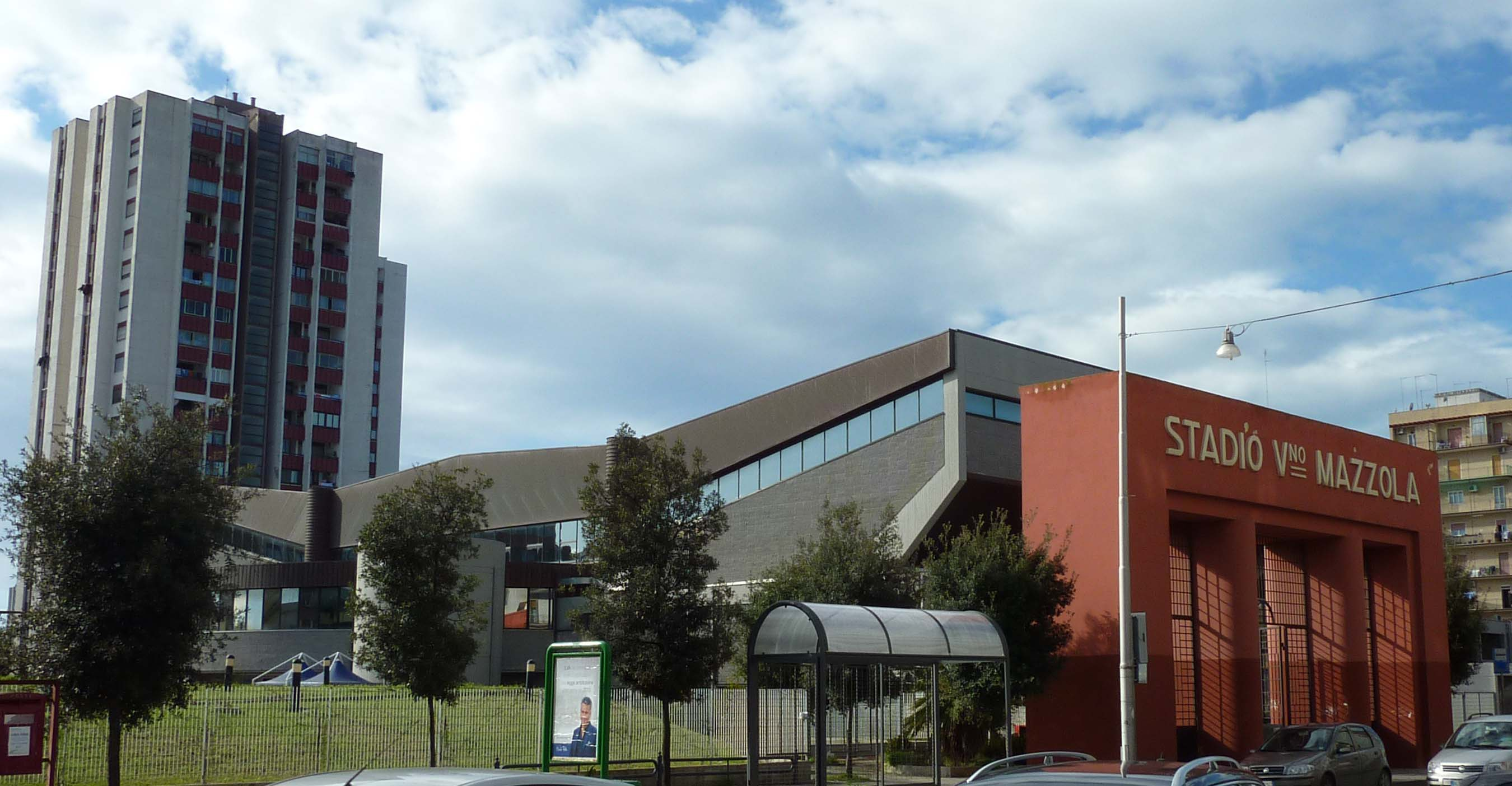
Il nuovo impianto con l'ingresso monumentale conservato

L'attuale impianto che ha sostituito il vecchio stadio è una struttura polifunzionale che ospita le gare interne delle locali squadre di pallavolo e di basket ed è spesso sede di concerti e fiere.
Oltre all'ingresso principale, che si trova in via Cesare Battisti di fronte alla strada che porta al ponte Punta Penna Pizzone, ha un altro ingresso dal lato opposto del palazzetto, ovvero in via Venezia.
Ha una capienza di 5000 spettatori.